# Hachoir

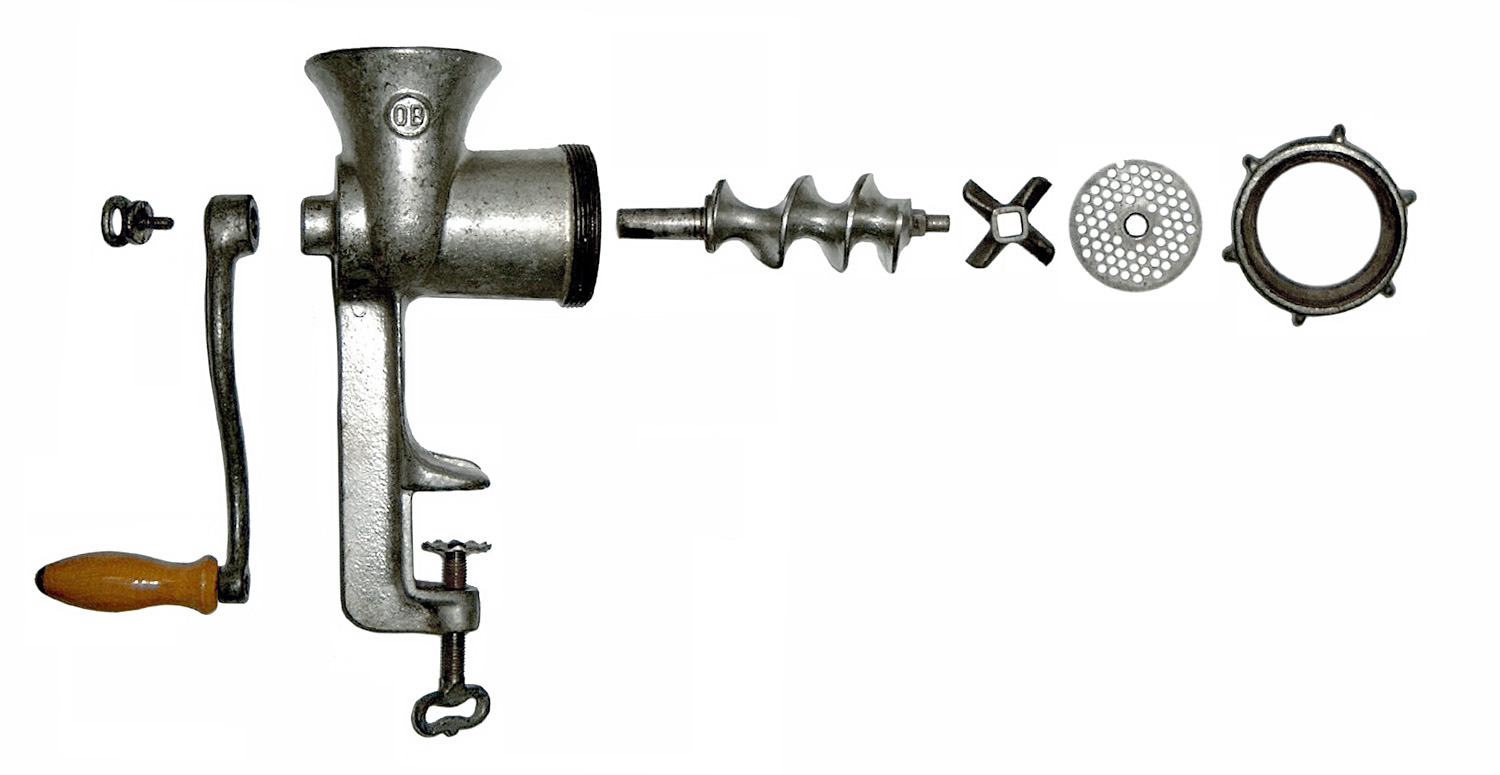
Hachoir manuel désassemblé.

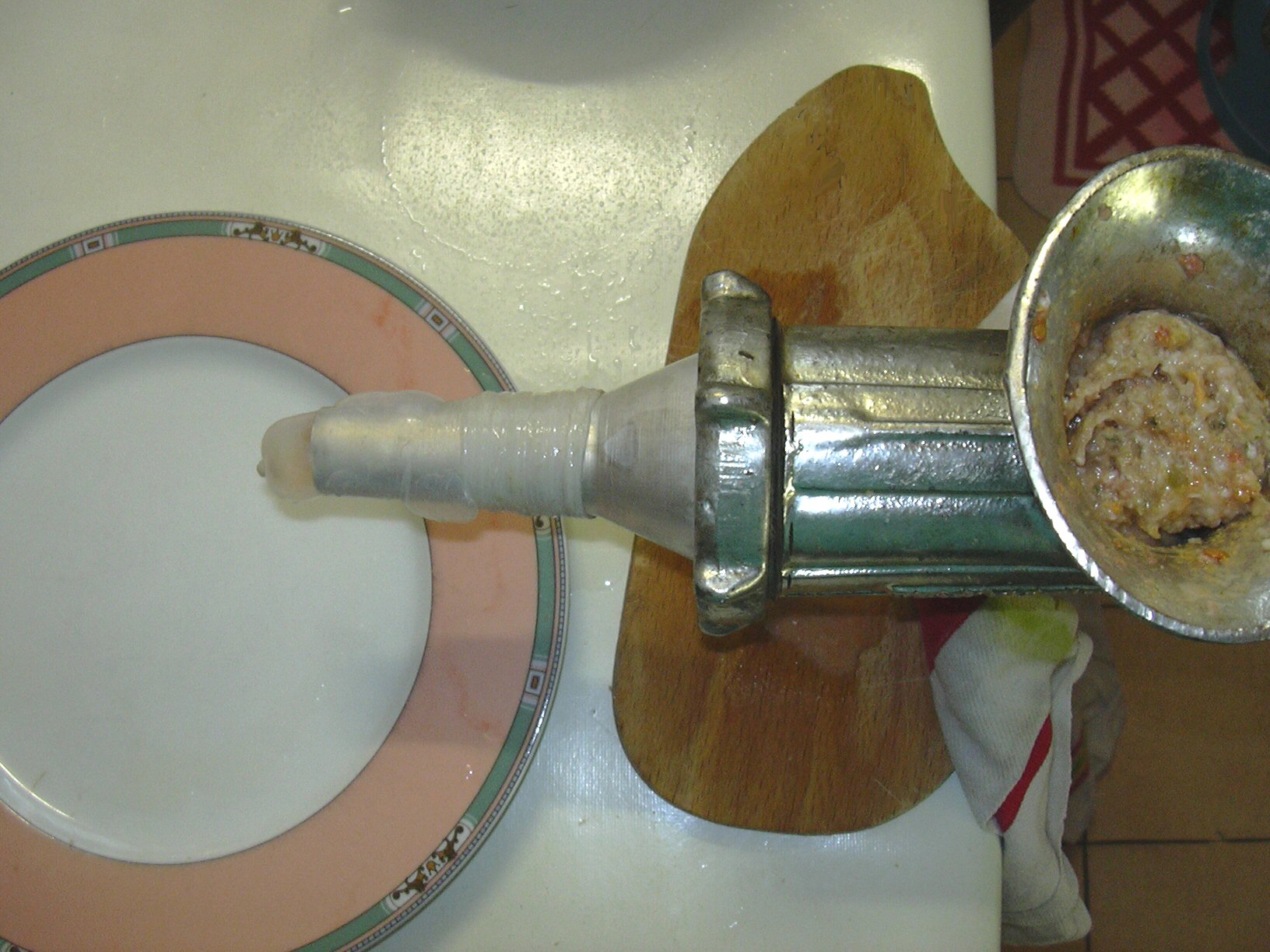
Préparation d'une saucisse de veau aux herbes.

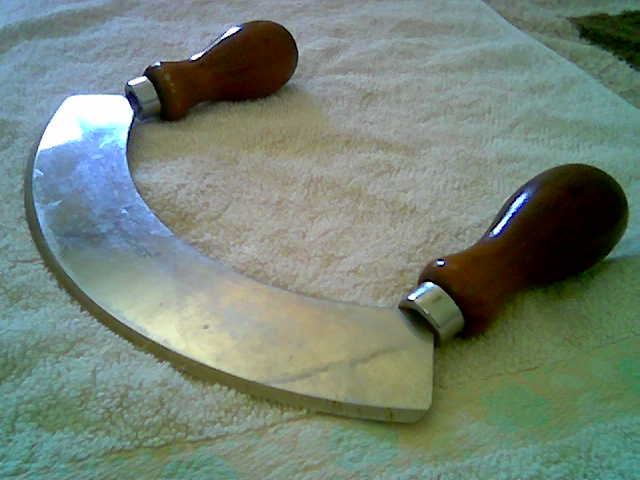
Hachoir berceuse deux mains à une lame.

Un hachoir est un ustensile de cuisine pour hacher la viande. Le hachoir existe en différents types, dont le plus connu est figuré sur la photo ci-contre. Le hachoir a été inventé dans le milieu du XIXe siècle par Karl Drais.
La plupart des hachoirs fonctionnent en forçant la viande à passer à travers de petits trous à sa sortie au moyen d'une vis sans fin (extrusion).

## Usages du hachoir à viande
La chair à saucisse, les farces et la viande hachée sont fabriquées avec des hachoirs.

## Quel hachoir à viande choisir pour sa boucherie?
Pour déterminer quel hachoir à viande choisir pour sa boucherie, vous devez connaitre vos préférences personnelles et l’utilisation que vous prévoyez d’en faire. Il existe principalement trois catégories de hachoirs à viande : manuelles, électriques et mixtes.

## Dans la culture populaire
- Dans la série télévisée Les Raisins verts (1963), Jean-Christophe Averty crée le scandale, notamment en raison de la séquence récurrente dans laquelle un bébé de celluloïd est passé au hachoir à viande[1].

En russe, le terme « hachoir à viande » (miasoroubka - мясорубка) fait référence à la stratégie consistant à envoyer des vagues successives de soldats à l'assaut des positions ennemies, une méthode souvent utilisée par l'armée russe, qui accorde peu d'importance aux pertes humaines.[réf. souhaitée]
Le 8 mars 2025, pour marquer la journée internationale des femmes, des hachoirs à viande ont été offerts par le parti, du président Vladimir Poutine, Russie unie de l'oblast de Mourmansk, aux mères de soldats russes tombés en Ukraine.